# Eitel Friedrich von Hohenzollern (1582–1625)

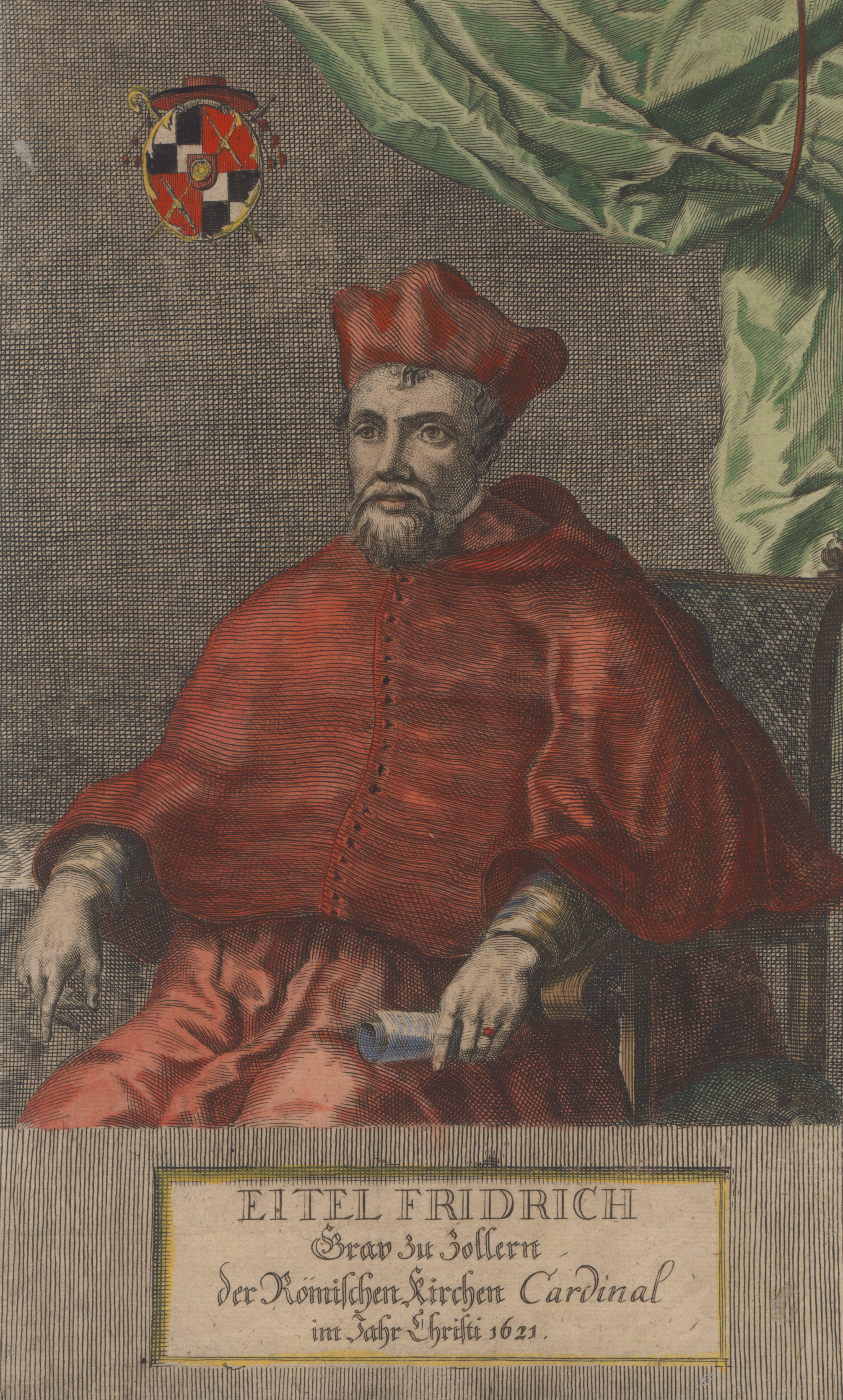
Kardinal Eitel Friedrich von Hohenzollern (17. Jhd.)

Eitel Friedrich von Hohenzollern (* 26. September 1582 in Sigmaringen; † 19. September 1625 in Schloss Iburg) war Kardinal und Bischof von Osnabrück.

## Leben
Eitel Friedrich wurde als vierter Sohn des Grafen Karl II. von Hohenzollern-Sigmaringen und dessen erster Frau Euphorosyne von Öttingen-Wallerstein geboren. Die Familie wurde 1623 in den Reichsgrafenstand erhoben.
Eitel Friedrich erhielt im Alter von sechs Jahren die niederen Weihen, studierte an der Jesuitenuniversität in Rom, der später so genannten Päpstlichen Universität Gregoriana. 1610 Dekan des Kölner Domkapitels, 1612 wurde er Dompropst in Magdeburg, wo er bereits seit 1604 eine Minorpfründe besaß. Die Propstwürde hatte er bis zu seinem Tod inne. Er zählte bald zu den bedeutendsten Beratern des Kölner Kurfürsten Ferdinand von Bayern. Seine Nominierung zum Erzbischof von Salzburg 1619 scheiterte. Noch von Papst Paul V. im Januar 1621 zum Kardinal erhoben, empfing Kardinal Hohenzollern erst im November 1621 unter dessen Nachfolger Gregor XV. den roten Hut und wurde im Dezember d. J. als Kardinalpriester von San Lorenzo in Panisperna installiert. Er blieb zunächst Kurienkardinal und wurde Mitglied der 1622 gegründeten Missionskongregation Propaganda Fide.
Am 18. April 1623 wurde Kardinal Eitel Friedrich zum Bischof von Osnabrück gewählt, residierte jedoch in Schloss Iburg. Es war seit 1574 der erste katholische Bischof des Hochstifts. 1624 nahm er das Bistum Osnabrück in Besitz. Er begann umfangreichere Reformen durchzuführen: Noch 1624 führte er den Gregorianischen Kalender ein. Im gleichen Jahr übergab er den Jesuiten das Gymnasium Carolinum. Mit der Einführung des Amtes des Generalvikars leitete er eine Verwaltungsreform in der Bistumsleitung ein. Sein Reformwerk wurde nach seinem Tod von Kardinal Franz Wilhelm von Wartenberg fortgesetzt.